# NGC 7238
NGC 7238 је ознака објекта на координатама са ректансцензијом 22h 15m 20,5s и деклинацијом + 22° 31" 10'. Открио га је Луис Свифт, 1. септембра 1886. Каснијим посматрањима на том положају није уочен никакав астрономски објекат.